# 喬治·W·布殊號航空母艦
喬治·W·布殊號航空母艦（CVN-83），简称小布什號航空母艦，是一艘规划建造的美国海军福特级核动力航空母舰。

## 命名
美国总统拜登于2025年1月13日卸任前夕发表声明将下两艘福特级航母CVN-82和CVN-83，分别以美国第42届总统克林顿和43届总统小布什的名字命名为威廉·J·克林頓號和喬治·W·布殊號。